# Les Mesneux
Les Mesneux è un comune francese di 875 abitanti situato nel dipartimento della Marna nella regione del Grand Est.

## Società

### Evoluzione demografica
Abitanti censiti